# Pantoclis trisulcata
Pantoclis trisulcata är en stekelart som beskrevs av Jean-Jacques Kieffer 1907. Pantoclis trisulcata ingår i släktet Pantoclis, och familjen hyllhornsteklar. Arten är reproducerande i Sverige.